# Ținutul Slavianoserbsk

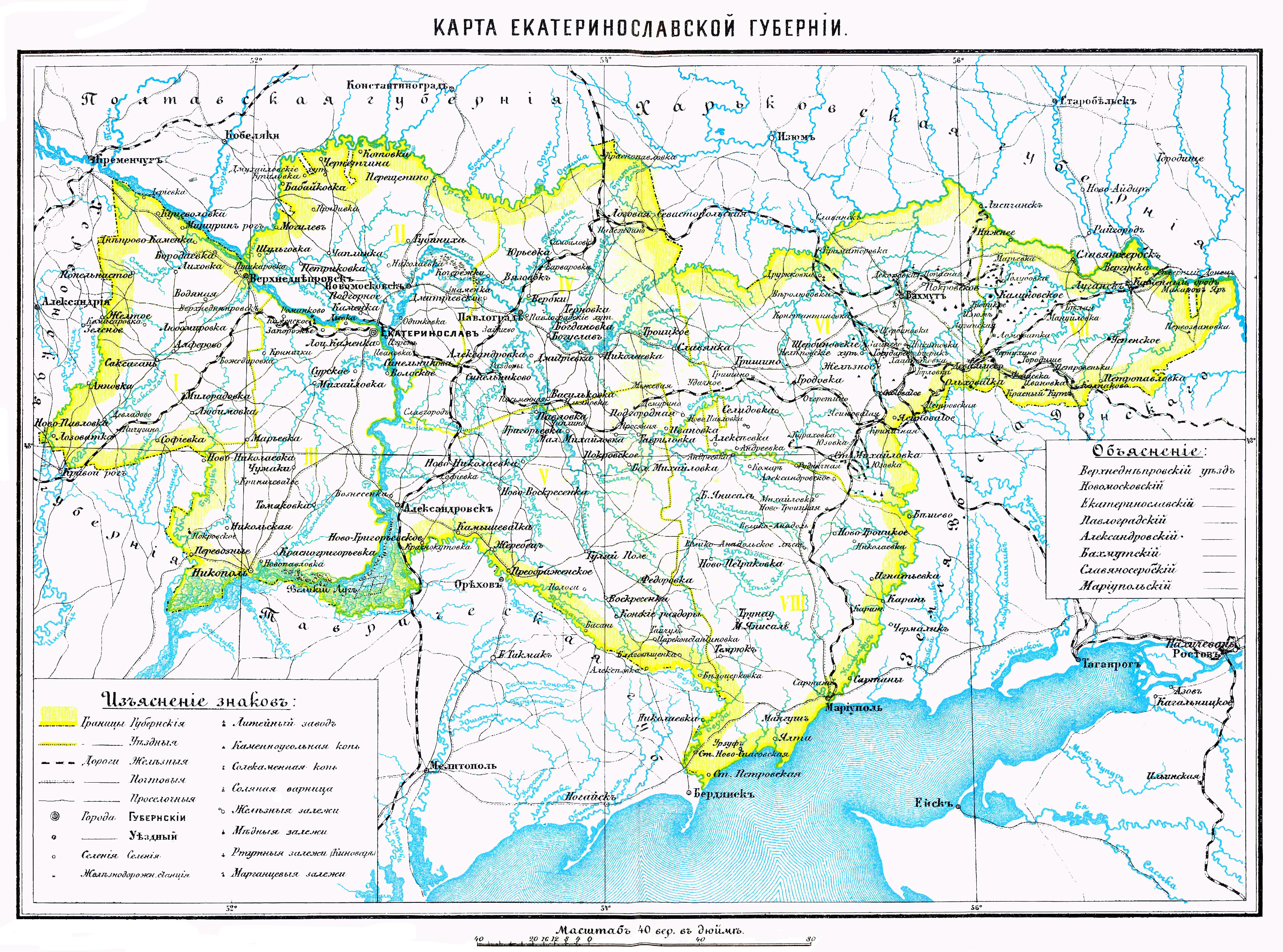
Harta guberniei Ekaterinoslav

Ținutul Slavianoserbsk (în rusă Славяносербский уезд, în ucraineană Слов'яносербський повіт) a fost o unitate administrativ-teritorială (uezd) din gubernia Ekaterinoslav a Imperiului Rus, constituită în 1802. Centrul administrativ al ținutului a fost orașul Slavianoserbsk (actualmente Luhansk). Populația ținutului era de 174.753 locuitori (în 1897).

## Istorie
A fost fondat în 1802, ca parte a guberniei Ekaterinoslav. A fost abolit în 1923, odată cu crearea sistemului administrativ: gubernie-„okrug”-raion.

## Geografie
Ținutul Slavianoserbsk ocupa o suprafață de 4.771 km² (4.472 de verste). În nord se învecina cu gubernia Harkov, în est și sud cu regiunea armatei de pe Don, iar în vest se mărginea cu ținutul Bahmut din aceeași gubernie.

## Populație
La recensământul populației din 1897, populația ținutului era de 174.753 de locuitori, dintre care:
| Grup etnic           | Populație | % Procentaj |
| -------------------- | --------- | ----------- |
| Maloruși (ucraineni) | 88.218    | 50,5%       |
| Velicoruși (ruși)    | 79.281    | 45,3%       |
| Evrei                | 2.631     | 1,5%        |
| Belaruși             | 1.564     | 0,9%        |
| Germani              | 896       | 0,5%        |
| Moldoveni [români]   | 839       | 0,5%        |
| alții                | 1.324     |             |

## Diviziuni administrative
În anul 1913, Ținutul Slavianoserbsk cuprindea 11 voloste (ocoale).